# Khalaf al-Bazzar
Abu Muhammad Khalaf ibn Hisham ibn Tha'lab al-Asadi al-Bazzar al-Baghdadi, mieux connu sous le nom de Khalaf (150-229AH, -844CE), était une figure importante dans l'histoire du Coran et de la Qira 'à, ou méthode de récitation. En plus d'être un transmetteur de la méthode de lectures du Coran de Hamzah az-Zaiyyat, un des sept lecteurs canoniques, il était également connu pour sa propre méthode indépendante qui compte parmi les trois méthodes acceptées mais moins célèbres.
Pour la méthode indépendante de récitation de Khalaf, les deux principaux émetteurs de sa part étaient Ishaq al-Maruzi et le père d'Idris al-Had.